# James Longstreet
James Longstreet (Edgefield, Carolina del Sud, 1821 - Gainesville, Geòrgia, 1906) fou un militar sudista. Graduat a l'Acadèmia Militar dels Estats Units el 1842, quan es formà la Confederació hi fou nomenat general de brigada. Va lluitar a les dues batalles de Bull Run, Antietam i Fredericksburg (1862). Nomenat tinent general, participà amb Robert E. Lee a la batalla de Gettysburg (1863), tot atribuint-se-li la responsabilitat de la derrota. Fou vencedor a la batalla de Chickamauga (1863), però fou ferit a Wilderness. Es va rendir amb Robert Lee a Appomatox. Després de la guerra mostrà admiració per Ulysses S. Grant i es va unir al partit Republicà, cosa que el va fer força impopular al Sud. Fou ambaixador a Turquia (1880-1881) i comissionat de ferrocarrils del Pacífic (1898-1904).